# Birthe

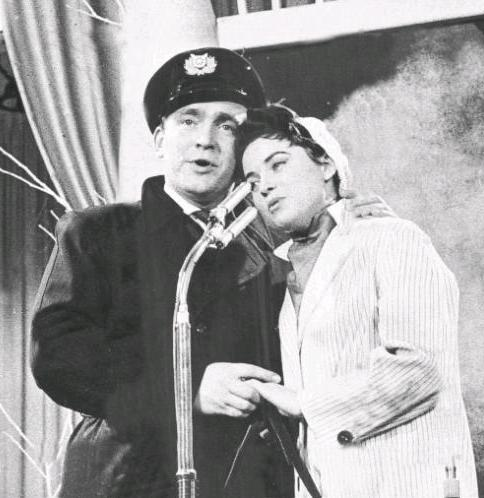
Birthe Wilke sjunger duett med Gustav Winckler.

Birthe eller Birte är en dansk form av kvinnonamnet Birgitta som ursprungligen är ett keltiskt namn. Namnet har funnits i Sverige sedan början av 1900-talet.
Den 31 december 2014 fanns det totalt 914 kvinnor folkbokförda i Sverige med namnet Birthe eller Birte, varav 610 bar det som tilltalsnamn.
Namnsdag: saknas

## Personer med namnet Birthe eller Birte
- Birthe Backhausen, dansk ballerina och skådespelare
- Birte Hanson, svensk simhoppare
- Birthe Kjær, dansk sångerska
- Birthe Neumann, dansk skådespelare
- Birthe Sörestedt, svensk politiker (s)
- Birte Weiss, dansk politiker
- Birthe Wesselhøft, dansk konstnär
- Birthe Wilke, dansk sångerska
- Birthe Wingren, finländsk skådespelare